# وولفغانغ بلوتشويتز
وولفغانغ بلوتشويتز (بالألمانية: Wolfgang Blochwitz)‏ مواليد 8 فبراير 1941 في غيرينغسفالده، ألمانيا - الوفاة 8 مايو 2005 في باد بيركا، ألمانيا، كان لاعب كرة قدم ألماني كان يلعب كحارس مرمى. سبق له أن لعب في كأس العالم لكرة القدم مع منتخب بلاده.

## المسيرة الاحترافية

### أندية لعب لها
- نادي ماغديبورغ
- كارل زايس يينا

## روابط خارجية
- وولفغانغ بلوتشويتز على موقع الاتحاد الدولي (مؤرشف)  (الإنجليزية)
- وولفغانغ بلوتشويتز على موقع قاعدة بيانات كرة القدم.إي يو (الإنجليزية)
- وولفغانغ بلوتشويتز على موقع بيانات كرة القدم. دي إي (الألمانية)
- وولفغانغ بلوتشويتز على موقع ناشيونال فوتبول تيمز (الإنجليزية)
- وولفغانغ بلوتشويتز على موقع عالم كرة القدم.نت (الإنجليزية)